# Ascensor
Ascensor è un cortometraggio di Tomás Muñoz del 1978. Vinse l'Orso d'oro al Festival di Berlino.